# Danio Bolognini
Danio Bolognini (Amola di San Giovanni in Persiceto, 27 ottobre 1901 – Cremona, 2 dicembre 1972) è stato un vescovo cattolico italiano e padre conciliare.

## Biografia
Venne ordinato sacerdote il 20 marzo 1926.
Il 18 giugno 1946 fu nominato vescovo ausiliare di Bologna, titolare di Sidone, e ricevette l'ordinazione episcopale il 29 giugno.
Fu trasferito alla sede di Cremona il 25 novembre 1952.
Partecipò ai lavori del Concilio ecumenico Vaticano II durante il quale chiese ed ottenne l'approvazione della Sede Apostolica per elevare Nostra Signora di Caravaggio a compatrona della diocesi cremonese unitamente a Sant'Omobono.
Al termine del Concilio fu lui ad agevolare l'introduzione di tutte le norme emanate.
Morì il 2 dicembre 1972.
Riposa nella cripta della cattedrale di Cremona.

## Genealogia episcopale e successione apostolica
La genealogia episcopale è:
- Cardinale Scipione Rebiba
- Cardinale Giulio Antonio Santori
- Cardinale Girolamo Bernerio, O.P.
- Arcivescovo Galeazzo Sanvitale
- Cardinale Ludovico Ludovisi
- Cardinale Luigi Caetani
- Cardinale Ulderico Carpegna
- Cardinale Paluzzo Paluzzi Altieri degli Albertoni
- Papa Benedetto XIII
- Papa Benedetto XIV
- Cardinale Enrico Enriquez
- Arcivescovo Manuel Quintano Bonifaz
- Cardinale Buenaventura Córdoba Espinosa de la Cerda
- Cardinale Giuseppe Maria Doria Pamphilj
- Papa Pio VIII
- Papa Pio IX
- Cardinale Alessandro Franchi
- Cardinale Giovanni Simeoni
- Cardinale Vincenzo Vannutelli
- Cardinale Giovanni Battista Nasalli Rocca di Corneliano
- Vescovo Danio Bolognini

La successione apostolica è:
- Vescovo Virginio Dondeo (1953)